# Doutor Ricardo
Doutor Ricardo este un oraș în Rio Grande do Sul (RS), Brazilia.